# هيلين رايلي
هيلين رايلي (بالإنجليزية: Helen Reilly)‏ هي كاتِبة أمريكية، ولدت في 1891 في نيويورك في الولايات المتحدة، وتوفيت في 11 يناير 1962.